# Joseph V. Flynn
Joseph Vincent Flynn (ur. 2 września 1883 w Brooklynie, zm. 6 lutego 1940 w Brooklynie) – amerykański polityk, członek Partii Demokratycznej.

## Działalność polityczna
W okresie od 4 marca 1915 do 3 marca 1919 przez dwie kadencje był przedstawicielem 3. okręgu wyborczego w stanie Nowy Jork w Izbie Reprezentantów Stanów Zjednoczonych.